# The Verge
The Verge é um portal online de notícias e mídia operado pela Vox Media, lançado em 1 de novembro de 2011. Parte de suas operações são de escritórios em Manhattan, Nova Iorque. O portal publica notícias e resenhas de produtos, podcasts e eventos de entretenimento relacionados.
O site utiliza sua própria plataforma de publicação com conteúdo de vídeo. É financiado através de patrocínios e publicidade, administrado pelo editor-chefe Nilay Patel e editor executivo Dieter Bohn. The Verge ganhou cinco Webby Awards para o ano de 2012, incluindo prêmios de Melhor roteiro (Editorial), o Melhor Podcast para The Vergecast, Melhor Design, Melhor Site de Produtos Eletrônicos e o Melhor  Aplicativo de Noticias Móvel.